# 李家疃镇
李家疃镇，是中华人民共和国河北省邯郸市成安县下辖的一个乡镇级行政单位。

## 行政区划
李家疃镇下辖以下地区：
安重村、常重村、程重村、李重村、郑家庄一村、郑家庄二村、郑家庄三村、李家疃南村、李家疃西村、李家疃东村、司家疃村、钟楼寺村、杜木营村、白范疃村、黄庄村、廉庄村、东范疃村、赵三村、郭三村、蔡庄村、抹疃村、宋村、杨岗村和冯岗村。